# Placy
Placy – miejscowość i dawna gmina we Francji, w regionie Normandia, w departamencie Calvados. W 2013 roku populacja ówczesnej gminy wynosiła 154 mieszkańców. 
W dniu 1 stycznia 2019 roku z połączenia pięciu ówczesnych gmin – Acqueville, Angoville, Cesny-Bois-Halbout, Placy oraz Tournebu – powstała nowa gmina Cesny-les-Sources. Siedzibą gminy została miejscowość Bois-Halbout. 